# Rezeda żółta
Rezeda żółta (Reseda lutea L.) – gatunek rośliny z rodziny rezedowatych. W Polsce pospolita. W średniowieczu była wykorzystywana jako roślina barwierska.

## Rozmieszczenie geograficzne
Pochodzi znad basenu Morza Śródziemnego, skąd stopniowo rozprzestrzeniła się. Obecnie rośnie dziko w Afryce Północnej, na Maderze i Wyspach Kanaryjskich, w Europie Południowej i Środkowej oraz na dużej części kontynentu azjatyckiego (Azja Zachodnia, Kaukaz, Syberia Zachodnia, Turkmenistan). Status gatunku we florze Polski: na południu archeofit, na północy kenofit. Występuje pospolicie na terenie całego kraju, stale zwiększając swoją liczebność.

## Morfologia
ŁodygaŁodygi leżące lub podnoszące się, o długości 20–60 cm.
LiścieLiście dolne niepodzielne lub trójdzielne, wyższe pierzastodzielne.
KwiatyKwiaty grzbieciste, zebrane początkowo w gęste grona, a w miarę wzrostu w coraz luźniejsze grona. Korona żółta, płatki w liczbie 6, trzydzielne. Pręciki liczne, odchylone na boki, prostują się w miarę dojrzewania.
OwocTorebka z dojrzałymi nasionami wzniesiona. Nasiona czarne i gładkie.

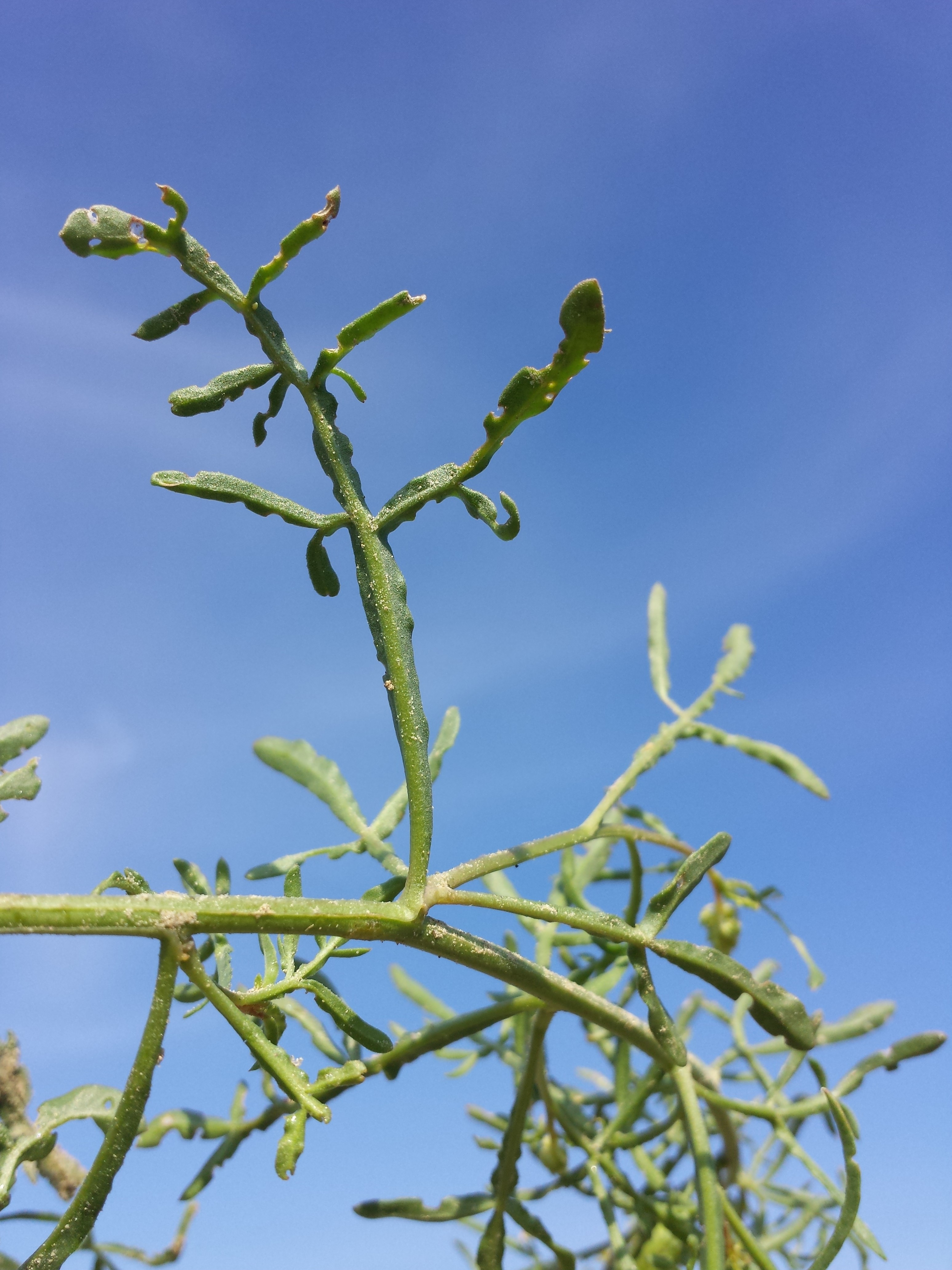
Łodyga i liście
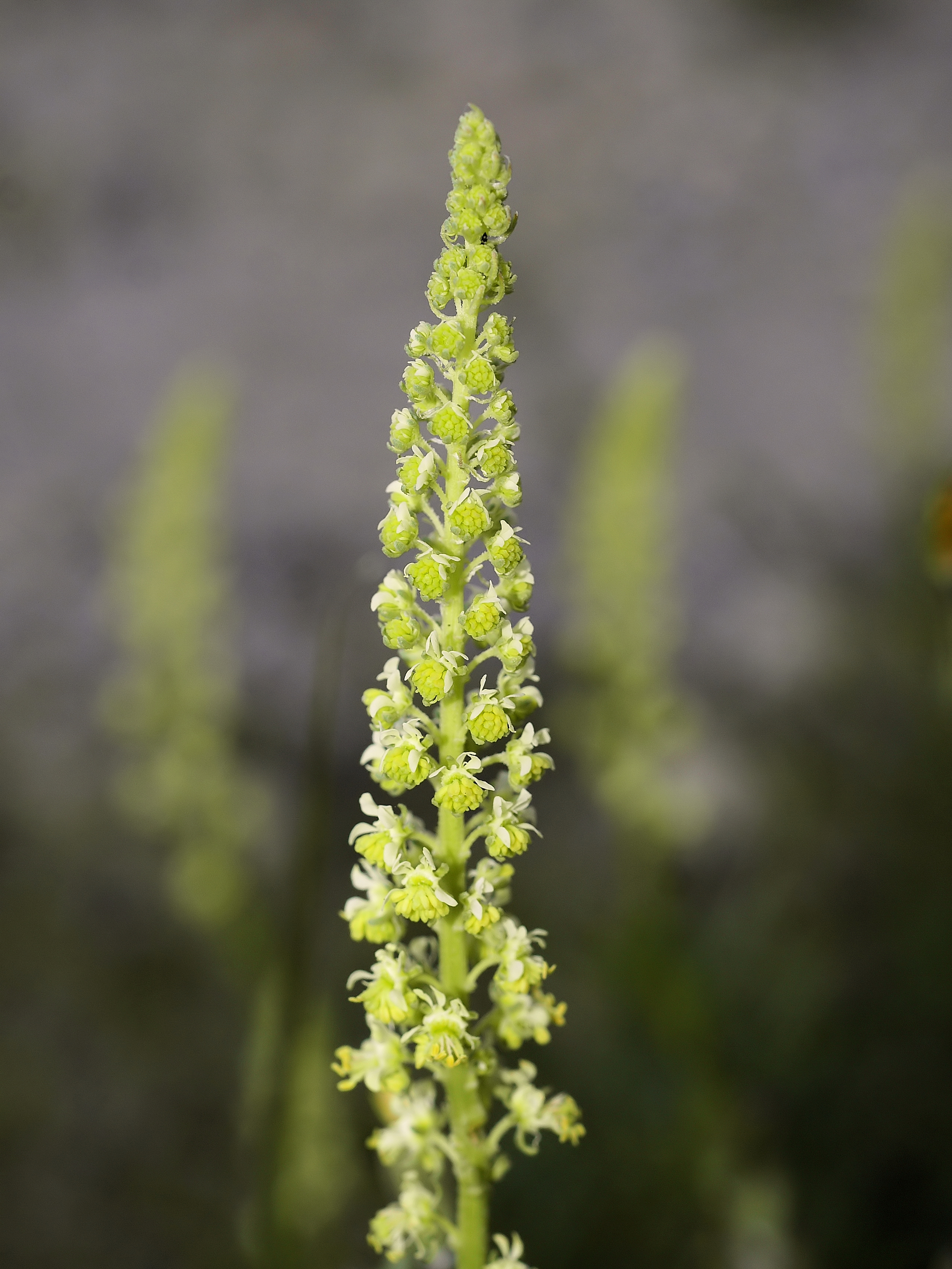
Kwiatostan
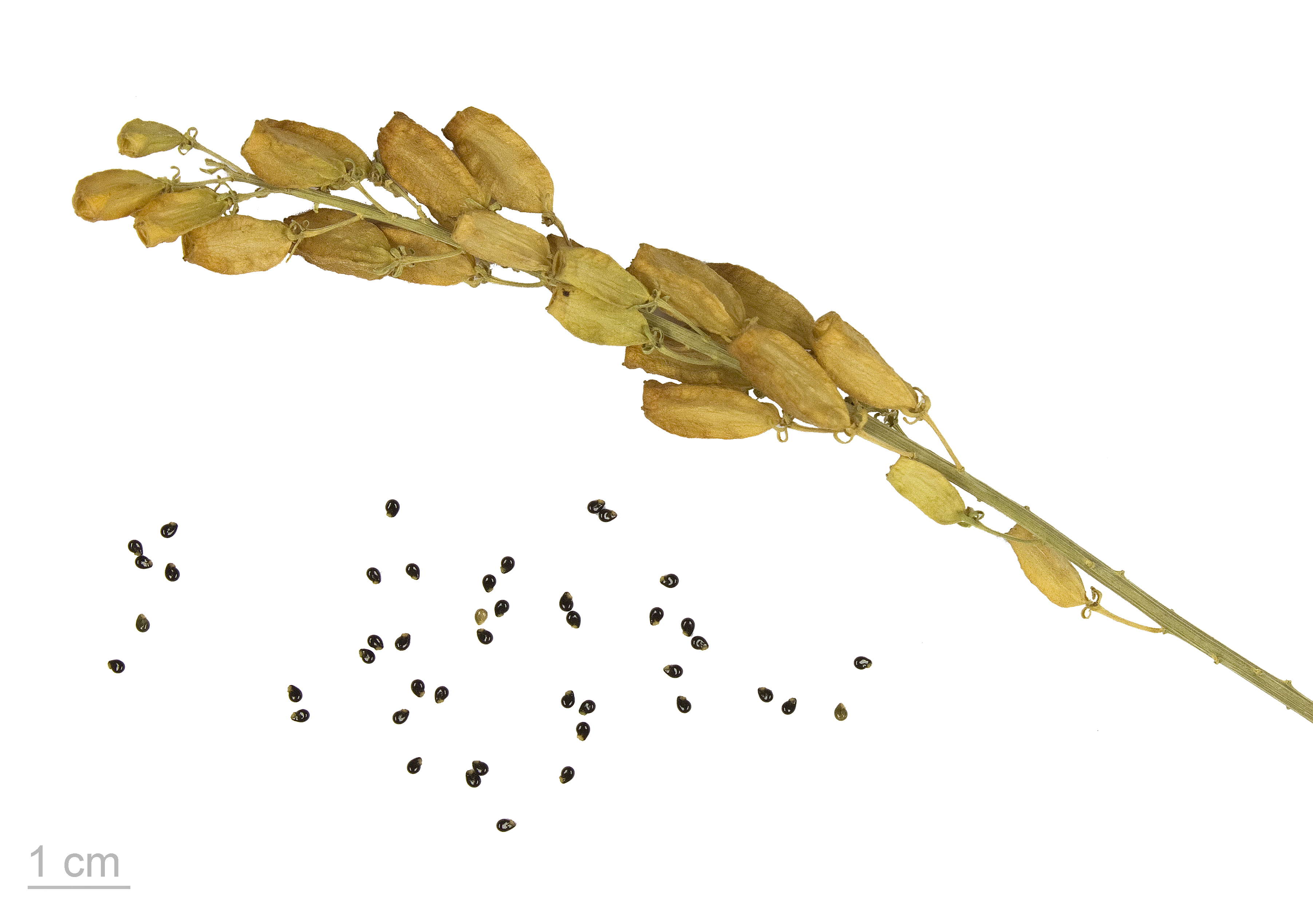
Owoce i nasiona

## Biologia i ekologia
Bylina lub roślina dwuletnia, hemikryptofit. Kwitnie w czerwcu i lipcu. Roślina miododajna, ciepłolubna i światłolubna. Rośnie na suchych glebach piaszczysto-gliniastych, o dużej zawartości próchnicy. Występuje na wysokich brzegach rzek, suchych wzgórzach, nasypach, odłogach, ogrodach i wysypiskach gruzów. W klasyfikacji zbiorowisk roślinnych gatunek charakterystyczny dla rzędu (O.) Onopordetalia i Ass. Onopordetum acanthii (opt.).
Rezeda żółta jest jedną z podstawowych roślin żywicielskich gąsienic motyla bielinka rukiewnika.

## Zastosowania
- W średniowieczu była używana jako roślina barwierska – zawiera żółty barwnik luteinę.
- W symbolice kwiatowej rezeda oznacza skromność.